# 오우잔 외지아쿠프
오우잔 외지아쿠프(튀르키예어: Oğuzhan Özyakup, 1992년 9월 23일 ~ )는 포르튀나 시타르트에서 활약하고 있는 네덜란드 태생 터키의 축구 선수이다.

## 수상

### 클럽
아스널 유스
- 프리미어 아카데미 리그: 2008–09, 2009–10
- FA 유스 컵: 2008–09

베식타시
- 쉬페르리그: 2015–16